# Ulmeritoides
Ulmeritoides is een geslacht van haften (Ephemeroptera) uit de familie Leptophlebiidae. Met de naam wordt de Duitse entomoloog Georg Ulmer geëerd.

## Soorten
Het geslacht Ulmeritoides omvat de volgende soorten:
- Ulmeritoides acosa
- Ulmeritoides araponga
- Ulmeritoides chavarriae
- Ulmeritoides flavopedes
- Ulmeritoides guanacaste
- Ulmeritoides haarupi
- Ulmeritoides huitoto
- Ulmeritoides luteotinctus
- Ulmeritoides misionensis
- Ulmeritoides nigribullae
- Ulmeritoides patagiatus
- Ulmeritoides spinulipenis
- Ulmeritoides tifferae
- Ulmeritoides uruguayensis